# Al-Najma SC (Saudi-Arabien)
Der Al-Najma Sport Club (arabisch نادي النجمة الرياضي) ist ein saudi-arabischer Fußballverein aus Unaiza in der Provinz al-Qasim. Der Verein spielt in der ersten Liga, der Saudi Professional League.
Die Mannschaft ist auch als Star of Unaizah bekannt.

## Erfolge
- Saudi First Division League:  1989/90, 1993/94

## Stadion
Der Verein trägt seine Heimspiele im Al-Najma Club Stadium in Unaiza aus. Das Stadion hat ein Fassungsvermögen von 3000 Personen.

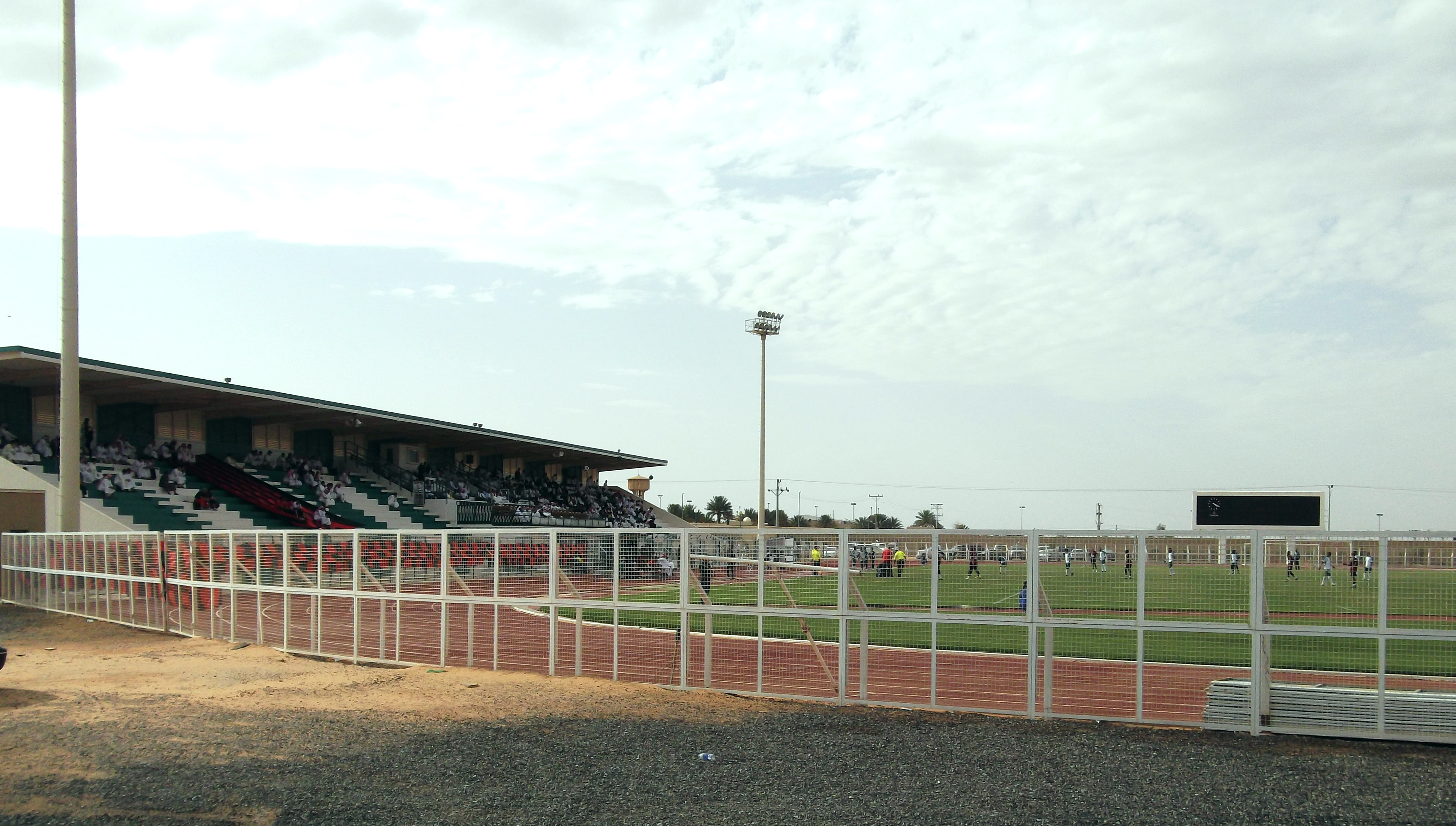
Al-Najma Club Stadium (2011)

## Trainer
| Trainer          | Nation    | von                | bis                |
| ---------------- | --------- | ------------------ | ------------------ |
| Rabah Saâdane    | Algerien  | 1. Juli 1991       | 30. Juni 1992      |
| Yuri Sebastienko | Ukraine   | 1. Juli 1999       | 30. Juni 2000      |
| Gildo Rodriguez  | Brasilien | 1. Juli 2002       | 31. Dezember 2003  |
| Amir Abdelaziz   | Ägypten   | 8. Dezember 2021   | 1. Juni 2022       |
| Ameur Derbal     | Tunesien  | 4. August 2022     | 30. Juni 2023      |
| Florin Motroc    | Rumänien  | 1. Juli 2023       | 16. September 2023 |
| Giovanni Solinas | Italien   | 17. September 2023 |                    |